# Aunus Radio

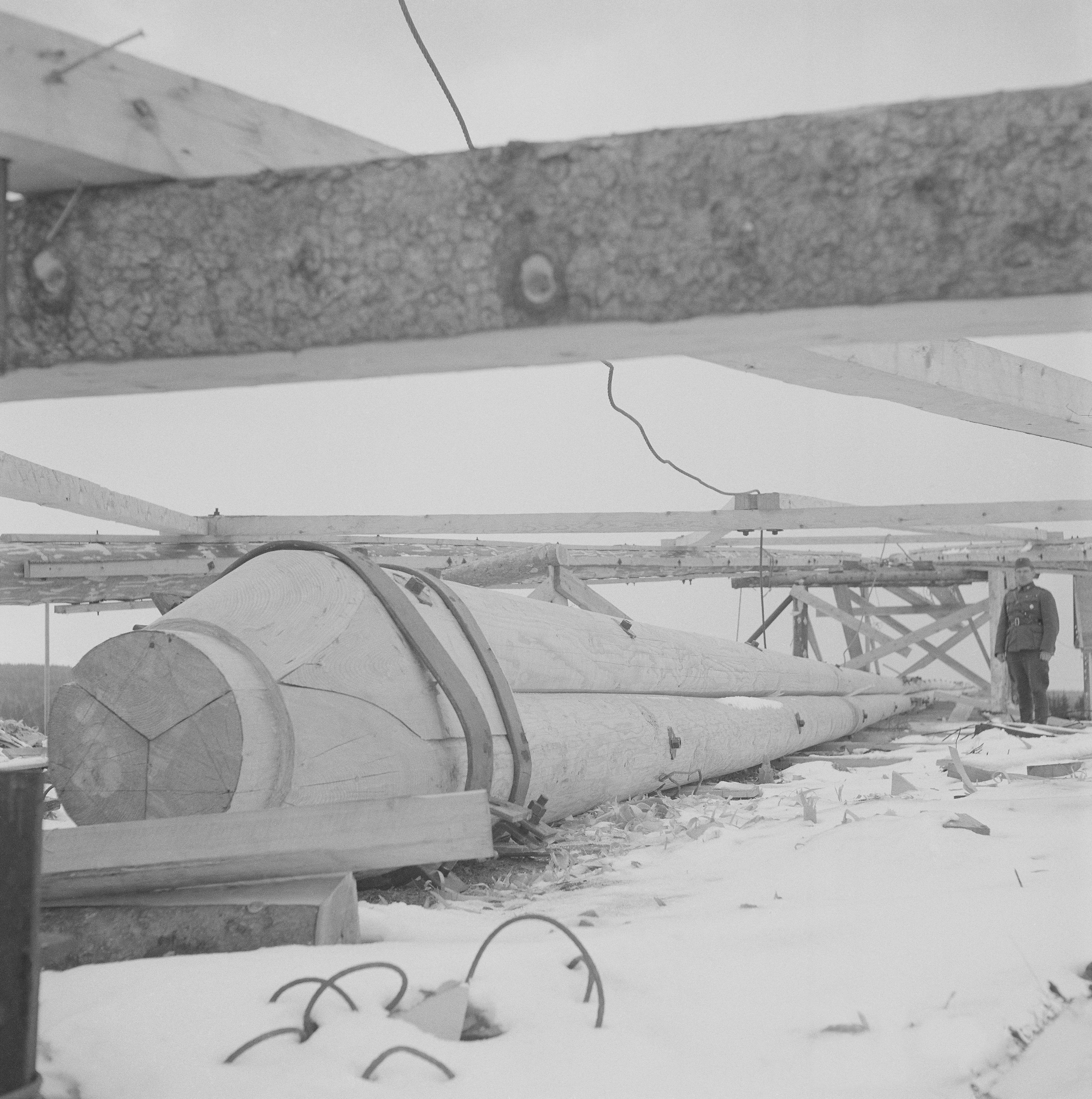
Den 60 meter höga trämasten under uppförande i maj 1942

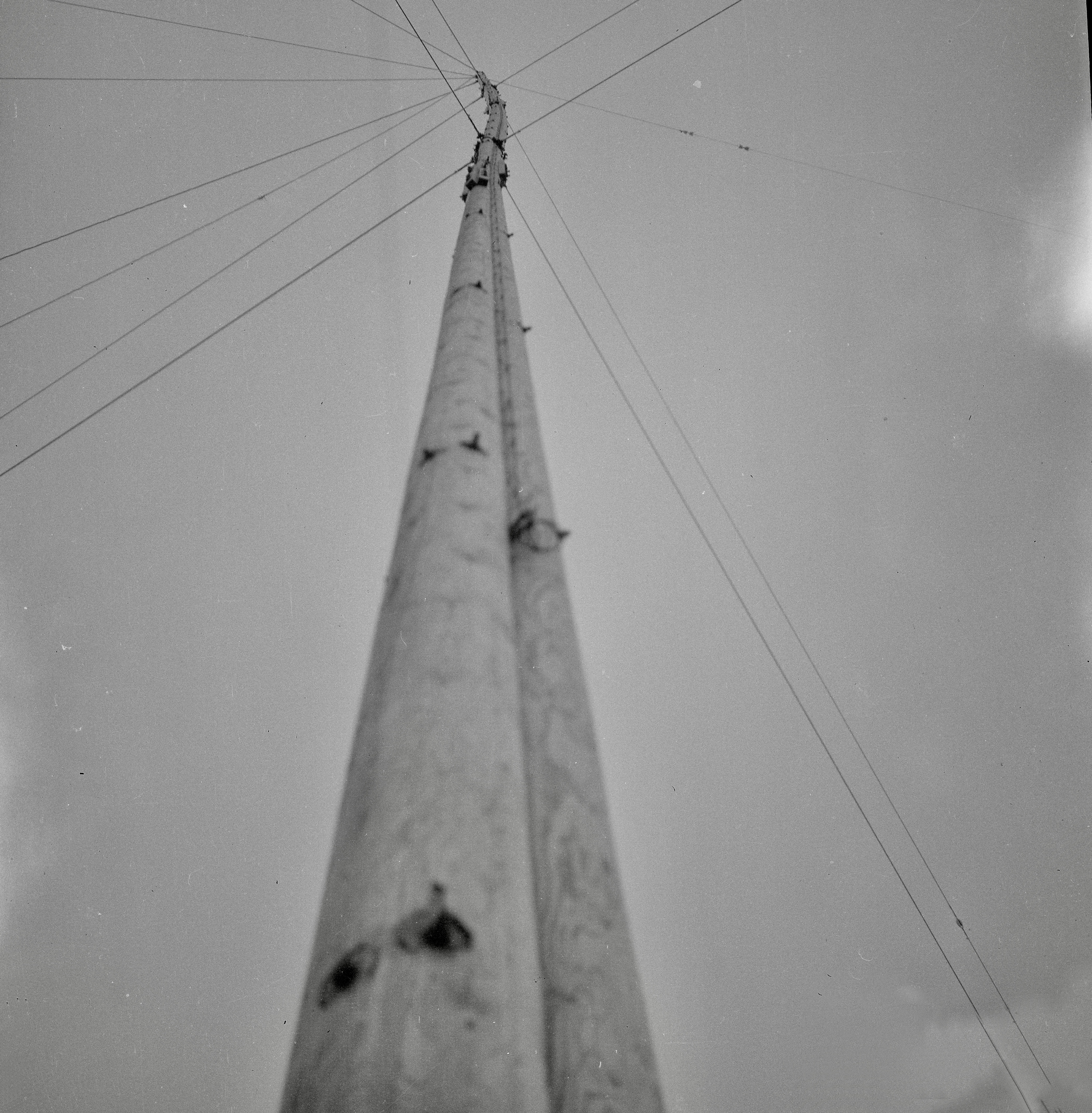
Samma mast i Äänislinna 1944

Aunus Radio var en finsk radiostation som sände över en finskkontrollerad del av Östkarelen under Fortsättningskriget.

## Bakgrund
Den finska militärledningen var medveten om den mycket stora betydelse som rundradion hade för soldaterna vid fronten. Det var emellertid dåliga mottagningsförhållanden vid Finlands östra gräns, dels på grund av det stora avståndet till befintliga radiosändare, dels på grund av sovjetisk telekrigföring. Under sommaren 1941 fattade man därför beslut om att den karelska armén skulle få en egen radiostation.
Det instiftande mötet hölls i Leppäsyrjä 18 augusti 1941. Den nystartade radiostationen tilldelades en bil och en skrivmaskin. En vecka senare spreds nyheten om den nya radiostationen, men på grund av olika anledningar hölls inte den formella invigningen förrän 1 september samma år i Vieljärvi. Inledningsvis sände stationen endast på söndagar och då i mycket blygsam omfattning. Yle, den statliga finska radion, skänkte 20 grammofonskivor till den nya stationen. Om skivornas båda sidor spelades räckte detta till cirka två timmars musikunderhållning. 

## Verksamheten utvecklas
Det tog inte lång tid förrän Aunus Radio började bjuda in lokala förmågor för att leda programmen. Det rörde sig oftast om finska soldater som var sångare, komiker eller spåmän. Som komplement till den musikaliska underhållningen sände stationen även komediprogram och radioteater. Det förekom även att vissa tal sändes, men dessa hölls avsiktligt korta för att möta fronttruppernas önskemål. Vid den här tiden hade stationen kommit upp i en sändningstid om 15 timmar per dygn, där man även inkluderade reportage från fronten och bakom linjerna. Programmen syftade i huvudsak till att förse soldaterna med lätt underhållning och man hade ingen egentlig artistisk ambition. Eftersom programmen även var avsedda för lokalbefolkningen i Östkarelen sändes vissa program även på vepsiska och karelska. När finsk trupp besatte Petrozavodsk och döpte om staden till Äänislinna flyttade radiostationen dit.

## Skyttegravskrig
När krigföringen övergick i skyttegravskrig började Aunus Radio sända ryskspråkig propaganda avsedd för de sovjetiska trupperna. Personalantalet ökade och år 1942 arbetade 21 personer, däribland Tauno Palo, vid stationen. Under skyttegravskriget led de finska soldaterna svårt av hemlängtan och radiostationen bidrog starkt till att underlätta för manskapet genom att sända underhållning och information. Propagandasändningarna och sändningarna på vepska och karelska nådde dock inte målgrupperna i någon större utsträckning. 

## Stationen stängs
16 juni 1944 utfärdades en hemlig order om att trupperna i Östkarelen skulle dra sig tillbaka. Aunus Radio lämnade Äänislinna och omgrupperade till ett område nära Sordavala. Stationen utsattes emellertid för bombangrepp och frontlinjen närmade sig, varvid stationen drogs tillbaka innanför den nuvarande gränsen och sändningarna upphörde i september 1944.

### Översättning
Den här artikeln är helt eller delvis baserad på material från engelskspråkiga Wikipedia.